# Селвена (Гросето)
Селвена (итал. Selvena) је насеље у Италији у округу Гросето, региону Тоскана.
Према процени из 2011. у насељу је живело 480 становника. Насеље се налази на надморској висини од 641 м.